# Snave (Anglia)
Snave – wieś w Anglii, w hrabstwie Kent, w dystrykcie Folkestone and Hythe, w civil parish Brenzett. Leży 13 km od miasta Ashford. W 1931 roku civil parish liczyła 70 mieszkańców.